# Командно-службовий модуль програми «Аполлон»
Командно-службовий модуль (англ. Apollo Command/Service Module, CSM) — американський космічний корабель, який використовувався у програмі «Аполлон» для польотів на Місяць разом із Місячним модулем, безпілотних польотів і польотів навколо Землі, для доставки трьох екіпажів на орбітальну станцію «Скайлеб» та стикування з радянським космічним кораблем «Союз-19» за програмою «Союз — Аполлон».

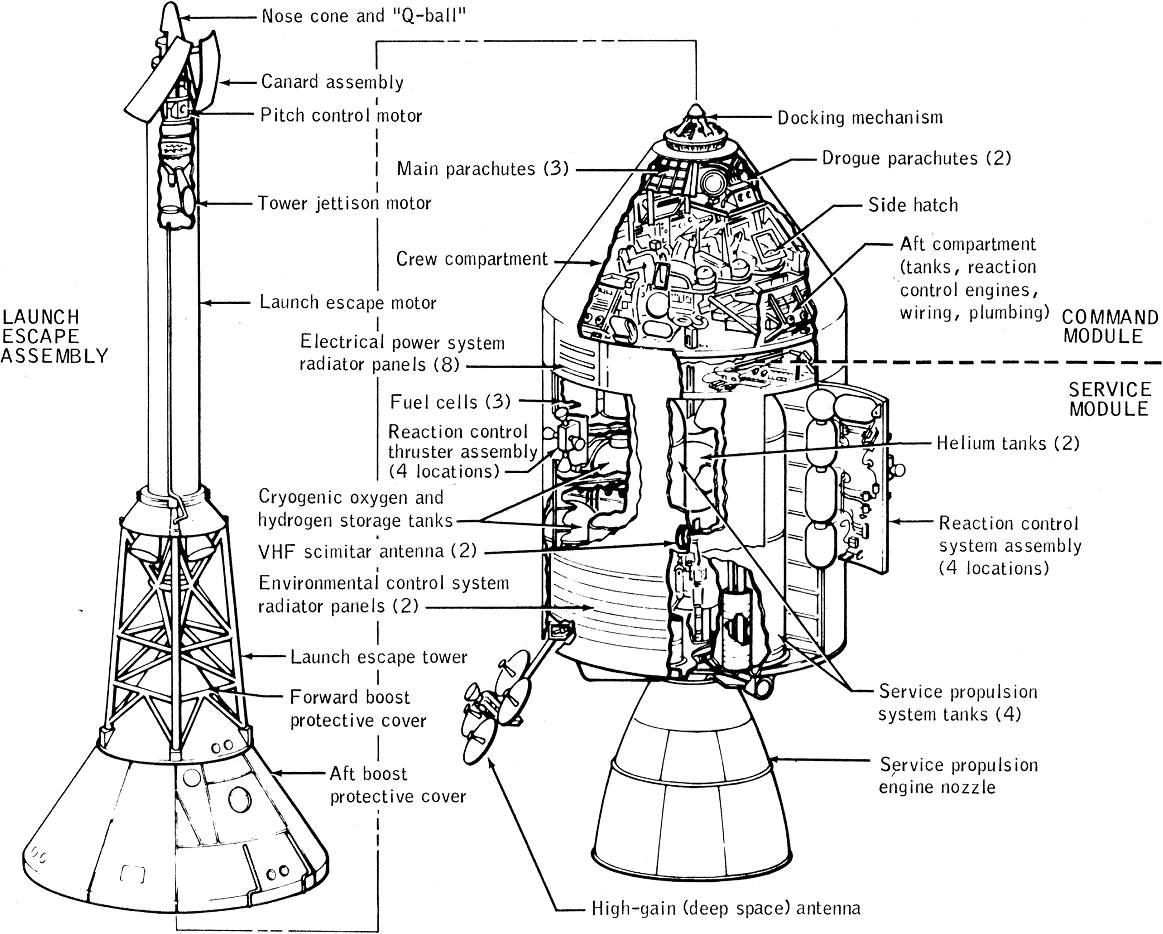
Схема апарата

З 28 травня 1964-го до 15 липня 1975 року відбулося 22 запуски апарата у двох варіантах — безпілотному (Block I) і пілотованому (Block II).
Апарат з внутрішнім об'ємом 6,17 м³ у пілотованому варіанті міг вивести на орбіту трьох космонавтів.
Після виготовлення 13 апаратів другого блоку їхнє виробництво було припинено внаслідок закриття програми «Аполлон» і переключення уваги на програму космічного човника. Після закриття програми космічного човника серед розробок «замінників» переважають апарати, подібні до командного/службового модулів.

## Склад корабля

### Командний модуль

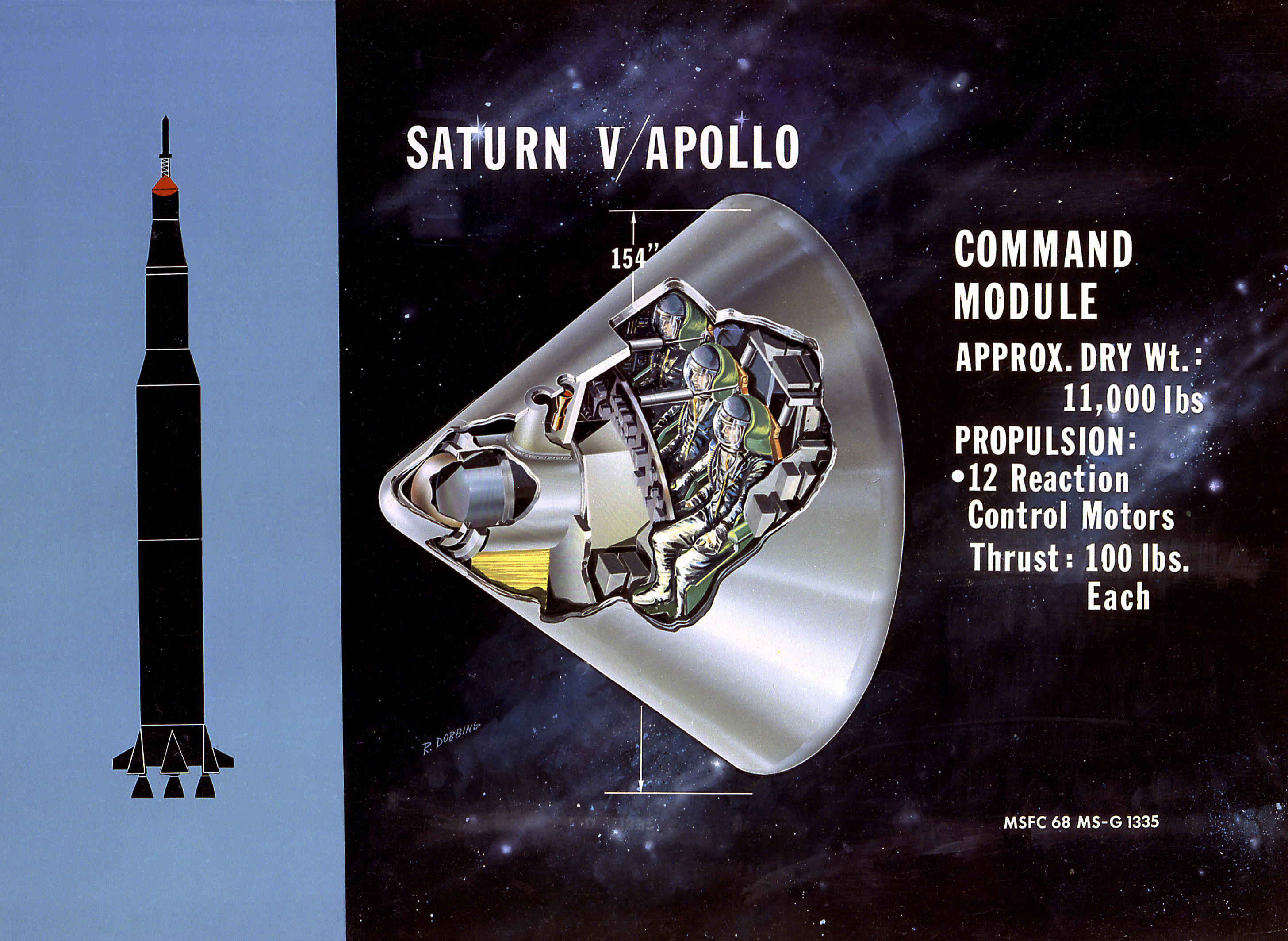
Схема командного модуля

Командний модуль використовувався для розміщення екіпажу під час зльоту і посадки й управління польотом. Від старту до входу в атмосферу службовий модуль жорстко з'єднувався з командним модулем, утворюючи базовий блок корабля «Аполлон». Перед входом в атмосферу командний модуль відокремлювався від службового.
Командний модуль розробила компанія North American Rockwell (США) у формі конуса зі сферичною основою, діаметр основи 3920 мм, висота конуса 3430 мм, кут при вершині 60°, номінальна маса 5500 кг.
Командний модуль мав герметичну кабіну з системою життєзабезпечення екіпажу, систему управління і навігації, систему радіозв'язку, систему аварійного рятування, що скидалася після виведення на орбіту, і теплозахисний екран.
Стінки конуса були виготовлені з алюмінієвих стільників, вкритих з обох боків листами алюмінієвого сплаву.
До основи конуса з неіржавіючої сталі кріпився теплозахисний екран у формі стільників, заповнених аблятивним матеріалом — феноло-епоксидною смолою. Товщина аблятиву змінювалася від 1,8 до 6,9 см. До входження в атмосферу теплозахисний екран захищався службовим модулем.
На вершині конуса розташовувалися люк і стикувальна система для з'єднання з місячним модулем.
Модуль мав п'ять вікон — одне у вхідному люці, по одному збоку від бічних крісел, двоє попереду, що використовувалися при зближенні.
Модуль поділявся на три відділення:
- Переднє відділення в носовій частині (нагорі) використовувалося для зберігання трьох головних парашутів діаметром 25,4 м, двох витяжних парашутів діаметром 5 м і пристрою викидання витяжних парашутів.
- Кормове відділення, розташоване навколо основи модуля, використовувалося для розміщення баків пального, дванадцять реактивних двигунів системи управління, що працювали на тетроксиді азоту й гідразині, тягою 420 Н, електропроводки, сантехнічного обладнання. П'ять срібно-цинкових батарей забезпечували живлення після розділення модулів, троє з них використовувалися при входженні в атмосферу і після посадки, двоє — для розділення модулів і розгортання парашутів.
- Відділення екіпажу становило більшість внутрішнього простору модуля, об'ємом приблизно 6,17 м³. Троє крісел космонавтів розміщувалися «обличчям догори» у центрі відділення. Великий вхідний люк розташовувався навпроти центрального крісла. Короткий перехідний тунель вів до стикувального люка на вершині модуля. У відділенні розташовувалося обладнання для управління, контролю, показу, навігації та інші системи, що використовувалися екіпажем.

### Службовий модуль

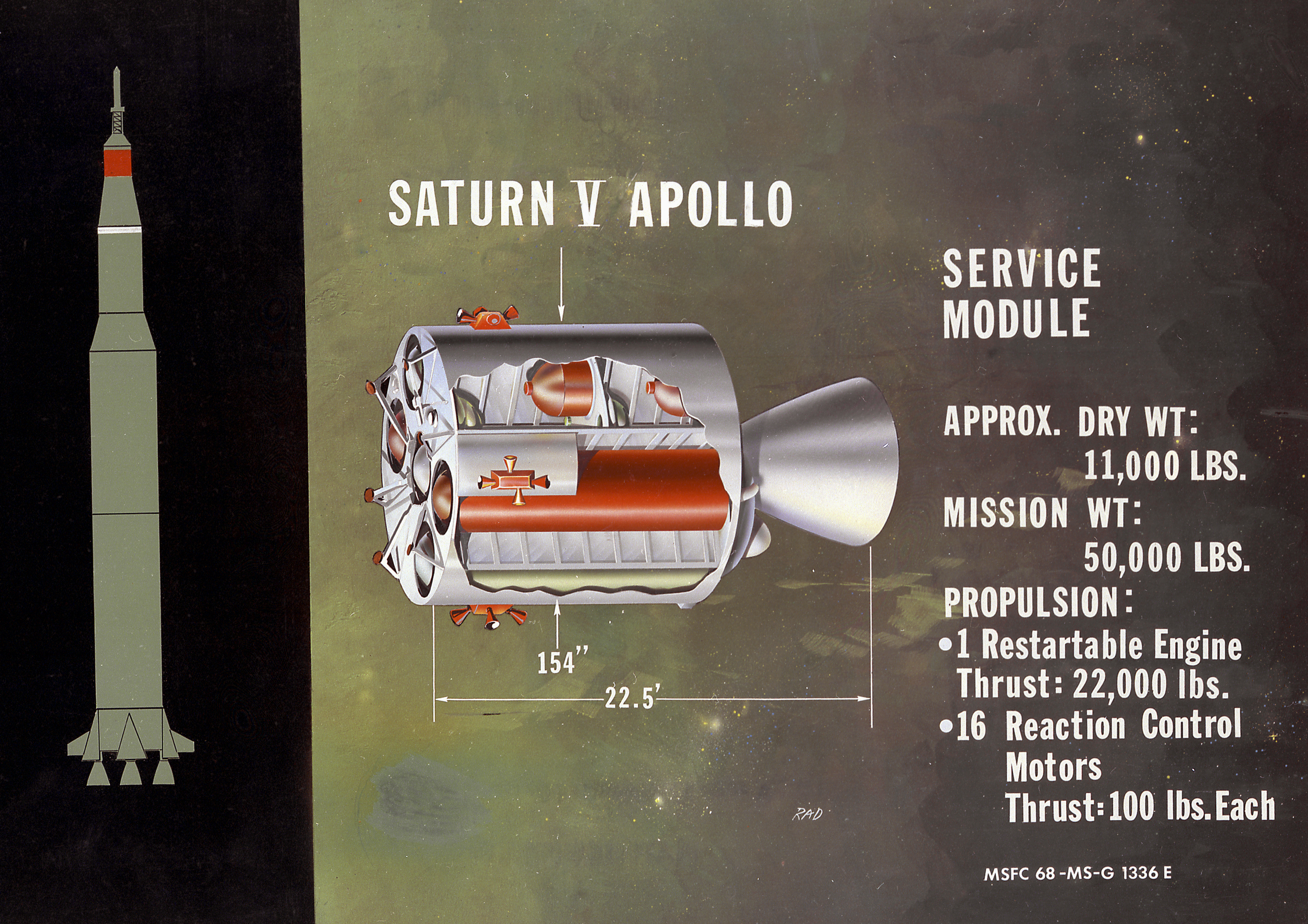
Схема службового модуля

Службовий модуль корабля «Аполлон» розробила компанія North American Rockwell (США). Він мав форму циліндра довжиною 394,3 см з діаметром 391,4 см. З урахуванням довжини сопла маршового РРД, яке виходило назовні корпуса, загальна довжина модуля 791,6 см. Загальна маса службового модуля була 23,3 т, зокрема 17,7 т палива. У модулі розташовувалась маршова рушійна установка з РРД фірми Aerojet General (США), РРД системи реактивного управління фірми Marquardt (США), паливні баки і агрегати рушійних установок та енергетична установка на воднево-кисневих паливних елементах.
Зовнішня обшивка модуля товщиною 2,5 см складалася з панелей тонких алюмінієвих чарунок. Внутрішній простір розділявся алюмінієвими радіальними балками на шість секцій, розташованих навколо центрального циліндра. До нижньої частини циліндра у кардановому підвісі кріпився рідинний двигун багаторазового вмикання, тягою 91 кН, і конусоподібне сопло.
Орієнтація здійснювалася чотирма однаковим групами з чотирьох реактивних двигунів, тягою 450 Н, розташованих хрестоподібно навколо верхньої частини модуля.
Від старту до входу в атмосферу службовий модуль жорстко з'єднувався з командним модулем, утворюючи базовий блок корабля «Аполлон». Перед входом в атмосферу командний модуль відокремлювався від службового.
Службовий модуль у польотах до Місяця забезпечував маневри корабля на траєкторії польоту до Місяця, корекцію траєкторії, вихід на орбіту Місяця, перехід з орбіти Місяця на траєкторію польоту до Землі і корекцію траєкторії повернення.
У шести секціях розташовувалися: три групи з 31-го паливного елементу кожна, що забезпечували напругу 28 В; два кріогенні кисневі і два кріогенні водневі баки; чотири баки для живлення головного двигуна — по два для палива й окисника; підсистеми головної рушійної системи.
У серії Джей («Аполлони» -15, -16, -17) було змінено конфігурацію секцій: шість груп з 31-го паливного елементу кожна, що забезпечували напругу 28 В; запасна батарея; три кріогенні кисневі і три кріогенні водневі баки; чотири баки для живлення головного двигуна — по два для палива й окисника; підсистеми головної рушійної системи; модуль модуля наукових приладів, у якому розміщувався набір наукових приладів і камер для використання на місячній орбіті; з «Аполлонами» -15 і -16 запускався маленький супутник дослідження частинок і полів для запуску на місячну орбіту.
У центральному циліндрі розташовувалися два баки з гелієм. Радіатори системи електроживлення розташовувалися на вершині циліндра, радіатори системи життєзабезпечення — на його днищі.

## Історія розробки
Програма Аполлон мала три етапи: політ навколо Землі, політ навколо Місяця і висадка на Місяць. Головний підрядник мав розробити і збудувати командний модуль, агрегатний модуль, перехідник для кріплення корабля до космічної лабораторії у польотах навколо Землі і посадковий модуль для місячних польотів, а також наземне допоміжне обладнання. Оскільки головний підрядник не виготовляв місячний посадковий модуль, він мав забезпечити з'єднання систем і їхню сумісність при роботі.
24 листопада 1961 року, після тривалих оцінок, головним підрядником з-поміж п'яти було обрано компанію North American Rockwell.
Після визначення усіх апаратів для програми Аполлон, їх одразу було змінено для відповідності новій концепції. Найбільше змін зазнав командний модуль — спершу було обрано конусоподібну форму, як у Меркурія, що розроблялася для польотів навколо Землі і навколо Місяця з можливим додаванням рушійних модулів для прямого польоту на Місяць і посадки на поверхню. Необхідність зближення і стикування на орбіті Місяця зробила непотрібною посадку командного модуля на Місяць, але змусила додати можливість стикування модуля з місячним апаратом для переходу двох космонавтів, що мали здійснити посадку.
Розробка командного модуля відбувалася за двома напрямками. Було обрано конфігурації, системи, підсистеми і почалися тренування космонавтів для польотів навколо Землі. Це робило непотрібним внесення значних змін до конструкції апаратів першого блоку. Внаслідок обмеження часу перші апарати вдосконаленої моделі, здатні стикуватися, мали почати виготовляти до закінчення виготовлення першого блоку. Апарати обох варіантів мали багато спільних складових, але розробка одночасно двох варіантів значно ускладнювала програму.
У травні 1963 року відбувся останній політ Меркурія, після чого увага зосередилася на програмах «Джеміні» й «Аполлон». Оскільки обидві програми мали модульну конфігурацію, не було потреби здійснювати щоденну координацію роботи космічних центрів, що дало центрам змогу зосередитися на окремих проблемах. Центри мали централізовано керуватися технічно й адміністративно і повністю відмінно від програми Меркурій, що давало змогу зосередити більше ресурсів для виконання завдань.
Вибір схеми польоту на Місяць затримував роботу над командним і службовим модулями. Після визначення схеми, за якою не відбувалося зближення апаратів на орбіті навколо Місяця, НАСА наполягало на використанні командного модуля на орбіті Землі для тренування екіпажів і Центру управління польотами без наявності системи стикування.
У серпні 1963 було затверджено проект розробки апаратів вартістю 934,4 млн дол., що давало змогу створити 11 макетів, 15 безпілотних випробувальних і 11 пілотованих апаратів.
Головним завданням впродовж 1963—1964 років було отримання двох варіантів командного модуля для формального огляду наглядовою радою, що мала затвердити їх як остаточні. Керівник розробки командного модуля вимагав визначитися з системами першого блоку для початку виробництва, одночасно він непокоївся щодо окреслення точних відмінностей між двома варіантами. Складність визначення конфігурації другого блоку пояснювалася відсутністю усталеної конфігурації першого блоку.
Для стабілізації командного модуля дном донизу при посадці у випадку аварійного запуску було обрано один з-поміж трьох варіантів. Крильця у формі напівкруглих балок кріпилися біля верхньої частини теплозахисного щита для запобігання приземлення носовою частиною донизу. Зміни у підсистемах змістили центр гравітації апарата, що спричинило зростання розмірів крилець, а також їхньої маси. Залишилося обрати закрилки (фіксовані поверхні біля вершини башти системи аварійного порятунку) або крильця-качки (поверхні, що розгорталися біля вершини твердопаливного двигуна системи порятунку). Було вирішено спробувати використати крильця-качки на апаратах першого блоку, після чого знайти спосіб вилучити їх з другого блоку.
З середини 1962 року обирали тип поверхні для посадки — вода або суходіл. На початку 1964 року фірма-розробник вирішила, що посадка на суходіл занадто важка, тому не варто розглядати цей спосіб як основний. Було вирішено здійснювати посадку в океан і з допомогою кораблів доставляти кабіну екіпажу на суходіл, подібна схема використовувалася у програмі Меркурій.
Упродовж 1963—1964 років обговорювалися підсистеми командного модуля, подібні для обох варіантів апаратів. Оскільки політ мав значну тривалість пропонувалося здійснювати ремонт несправних частин корабля на орбіті, однак для цього необхідно було транспортувати інструменти і запасні частини, що збільшувало масу. У квітні 1964 року НАСА відмовилося від цього плану. Натомість фірма-виробник мала збільшити надійність обладнання під час виготовлення і випробування, а також встановити дублерні системи. Також вимагалося збільшити надійність програми поліпшивши звітність щодо аварій, виробничих планів, контроль за інженерними вдосконаленнями, планів випробувань, методів відстеження (стандартизувати документи управління інтерфейсом і резервувати наземне обладнання).
У середині 1963 року почалася розробка розширюваного зонда системи стикування, що мав розташовуватися нагорі командного модуля і з'єднуватися з тарілкоподібним люком на місячному модулі. Обмірковувалися три варіанти стикування: м'яке стикування (фіксація з достатнім проміжком для запобігання впливу помилок пілота на безпеку польоту, після чого з'єднання апаратів), жорстке стикування (стикування і з'єднання без попередніх перевірок), переміщення екіпажу крізь відкритий космос у аварійній ситуації.

## Список апаратів
| Апарат                                                                       | Призначення                                                                          | Дата запуску                    | Космодром                       | Ракета-носій                    | Дата посадки                    | Розташування командного модуля                                         |
| Перший блок, безпілотні апарати                                              | Перший блок, безпілотні апарати                                                      | Перший блок, безпілотні апарати | Перший блок, безпілотні апарати | Перший блок, безпілотні апарати | Перший блок, безпілотні апарати | Перший блок, безпілотні апарати                                        |
| ---------------------------------------------------------------------------- | ------------------------------------------------------------------------------------ | ------------------------------- | ------------------------------- | ------------------------------- | ------------------------------- | ---------------------------------------------------------------------- |
| CSM-001                                                                      | Перевірка сумісності систем                                                          | Не літав                        | Не літав                        | Не літав                        | Не літав                        | Невідомо                                                               |
| CSM-002 (A-004)                                                              | Випробування системи автоматичного порятунку                                         | 20.01.1966                      | Вайт-Сендз, СК-36               | Літтл Джо                       | 20.01.1966                      | Музей «Колиска авіації», Нью-Йорк                                      |
| CSM-004                                                                      | Статичні і термічні структурні наземні випробування                                  | Не літав                        | Не літав                        | Не літав                        | Не літав                        | Знищений                                                               |
| CSM-006                                                                      | Невідомо                                                                             | Не літав                        | Не літав                        | Не літав                        | Не літав                        | Знищений                                                               |
| CSM-007                                                                      | Акустичні, вібраційні, скидні випробування                                           |                                 |                                 |                                 |                                 | Музей польотів, Сієтл                                                  |
| CSM-008                                                                      | Вакуумні й термічні випробування                                                     | Не літав                        | Не літав                        | Не літав                        | Не літав                        | Знищений                                                               |
| CSM-009 (AS-201)                                                             | Суборбітальний випробувальний політ                                                  | 26.02.1966                      | Мис Канаверал, СК-34            | Сатурн-1 Бі                     | 26.02.1966                      | Музей стратегічної авіації і космонавтики, Ешланд (Небраска)           |
| CSM-010                                                                      | Невідомо                                                                             | Не літав                        | Не літав                        | Не літав                        | Не літав                        | Центр космонавтики й ракетної техніки, Ханствілл (Алабама)             |
| CSM-011 (AS-202)                                                             | Суборбітальний випробувальний політ                                                  | 25.08.1966                      | Мис Канаверал, СК-34            | Сатурн-1 Бі                     | 25.08.1966                      | Музей авіаносця «Хорнет», Аламеда (Каліфорнія)                         |
| CSM-012 (Аполлон-1, AS-204)                                                  | Наземні випробування з екіпажем. Значно пошкоджено пожежею на стартовому майданчику. | 27.01.1967                      | Мис Канаверал, СК-39 Ей         | Сатурн V                        | 27.01.1967                      | Дослідницький центр Ленглі, Гемптон (Вірджинія) зберігається           |
| CM-014                                                                       | Розібрано для дослідження причин катастрофи Аполлона-1                               | Не літав                        | Не літав                        | Не літав                        | Не літав                        | Знищений                                                               |
| CSM-017 (Аполлон-4, AS-501), макет місячного модуля LTA-10R                  | Випробувальний безпілотний запуск                                                    | 09.11.1967                      | Мис Канаверал, СК-39 Ей         | Сатурн V                        | 09.11.1967                      | Космічний центр Стенніса, Бей-Сент-Луїс (Міссісіпі)                    |
| CM-020 / SM-014 (Аполлон-6, AS-502), макет місячного модуля LTA-2R           | Випробувальний безпілотний запуск                                                    | 04.04.1968                      | Мис Канаверал, СК-39 Ей         | Сатурн V                        | 04.04.1968                      | Науковий центр Фернбанка, Атланта                                      |
| Другий блок, пілотовані апарати                                              |                                                                                      |                                 |                                 |                                 |                                 |                                                                        |
| CSM-098                                                                      | Термічні і вакуумні випробування                                                     | Не літав                        | Не літав                        | Не літав                        | Не літав                        | Музей Академії наук, Москва, РФ                                        |
| CSM-099                                                                      | Статичні структурні випробування                                                     | Не літав                        | Не літав                        | Не літав                        | Не літав                        | Знищений                                                               |
| CSM-100                                                                      | Статичні структурні випробування                                                     | Не літав                        | Не літав                        | Не літав                        | Не літав                        | Невідомо                                                               |
| CSM-101 (Аполлон-7, AS-205)                                                  | Пілотований політ навколо Землі                                                      | 11.10.1968                      | Мис Канаверал, СК-34            | Сатурн-1 Бі                     | 22.10.1968                      | Музей меж польотів, Даллас (Техас)                                     |
| CSM-102 (габаритно-масовий макет № 22)                                       | Випробування стартового комплексу № 34                                               | Не літав                        | Не літав                        | Не літав                        | Не літав                        | Космічний центр Джонсона, Х'юстон (Техас)                              |
| CSM-103 (Аполлон-8, AS-503), макет місячного модуля LTA-B                    | Пілотований обліт Місяця                                                             | 21.12.1968                      | Мис Канаверал, СК-39 Ей         | Сатурн V                        | 27.12.1968                      | Музей науки і промисловості, Чикаго                                    |
| CSM-104 (Аполлон-9, AS-504), місячний модуль LM-3                            | Пілотований обліт Місяця                                                             | 03.03.1969                      | Мис Канаверал, СК-39 Ей         | Сатурн V                        | 13.03.1969                      | Аерокосмічний музей, Сан-Дієго                                         |
| CSM-105                                                                      | Акустичні випробування                                                               | Не літав                        | Не літав                        | Не літав                        | Не літав                        | Національний музей авіації і космонавтики, Вашингтон, США              |
| CSM-106 (Аполлон-10, AS-505), місячний модуль LM-4                           | Пілотований обліт Місяця                                                             | 18.05.1969                      | Мис Канаверал, СК-39 Бі         | Сатурн V                        | 26.05.1969                      | Музей науки, Лондон, Велика Британія                                   |
| CSM-107 (Аполлон-11, AS-506), місячний модуль LM-5                           | Пілотований обліт Місяця                                                             | 16.07.1969                      | Мис Канаверал, СК-39 Ей         | Сатурн V                        | 24.07.1969                      | Національний музей авіації і космонавтики, Вашингтон, США              |
| CSM-108 (Аполлон-12, AS-507), місячний модуль LM-6                           | Пілотований обліт Місяця                                                             | 14.11.1969                      | Мис Канаверал, СК-39 Ей         | Сатурн V                        | 24.11.1969                      | Віргінський центр авіації і космонавтики, Гемптон (Вірджинія)          |
| CSM-109 (Аполлон-13, AS-508), місячний модуль LM-7                           | Пілотований обліт Місяця                                                             | 11.04.1970                      | Мис Канаверал, СК-39 Ей         | Сатурн V                        | 17.04.1970                      | Канзаський центр космосфери і космонавтики, Гатчісон (Канзас)          |
| CSM-110 (Аполлон-14, AS-509), місячний модуль LM-8                           | Пілотований обліт Місяця                                                             | 31.01.1971                      | Мис Канаверал, СК-39 Ей         | Сатурн V                        | 09.02.1971                      | Зала слави американських космонавтів, Тітусвіл (Флорида)               |
| CSM-111 (Аполлон-Союз, ЕПАС)                                                 | Спільний політ з радянським                                                          | 15.07.1975                      | Мис Канаверал, СК-39 Бі         | Сатурн-1 Бі                     | 24.07.1975                      | Каліфорнійський науковий центр, Лос-Анджелес (Каліфорнія)              |
| CSM-112 (Аполлон-15, AS-510), місячний модуль LM-10, науковий супутник PFS-1 | Пілотований обліт Місяця                                                             | 26.07.1971                      | Мис Канаверал, СК-39 Ей         | Сатурн V                        | 07.08.1971                      | Національний музей ВПС США, база ВПС США, Дейтон (Огайо)               |
| CSM-113 (Аполлон-16, AS-511), місячний модуль LM-11, науковий супутник PFS-2 | Пілотований обліт Місяця                                                             | 16.04.1972                      | Мис Канаверал, СК-39 Ей         | Сатурн V                        | 27.04.1972                      | Американський центр космонавтики і ракетобудування, Ганствіл (Алабама) |
| CSM-114 (Аполлон-17, AS-512), місячний модуль LM-12                          | Пілотований обліт Місяця                                                             | 07.12.1972                      | Мис Канаверал, СК-39 Ей         | Сатурн V                        | 19.12.1972                      | Центр управління польотами, Х'юстон (Техас)                            |
| CSM-115                                                                      | Не закінчений                                                                        | Не літав                        | Не літав                        | Не літав                        | Не літав                        | Космічний центр Джонсона, Х'юстон (Техас)                              |
| CSM-115a                                                                     | Не закінчений                                                                        | Не літав                        | Не літав                        | Не літав                        | Не літав                        | Невідомо                                                               |
| CSM-116 (Аполлон SL-2, Скайлеб-2)                                            | Політ до орбітальної станції Скайлеб                                                 | 25.05.1973                      | Мис Канаверал, СК-39 Бі         | Сатурн-1 Бі                     | 22.06.1973                      | Національний музей морської авіації, Пенсакола (Флорида)               |
| CSM-117 (Аполлон SL-3, Скайлеб-3)                                            | Політ до орбітальної станції Скайлеб                                                 | 28.07.1973                      | Мис Канаверал, СК-39 Бі         | Сатурн-1 Бі                     | 25.09.1973                      | Дослідницький центр Гленна, Клівленд (Огайо)                           |
| CSM-118 (Аполлон SL-4, Скайлеб-4)                                            | Політ до орбітальної станції Скайлеб                                                 | 16.11.1973                      | Мис Канаверал, СК-39 Бі         | Сатурн-1 Бі                     | 08.02.1974                      | Національний музей авіації і космонавтики, Вашингтон, США              |
| CSM-119                                                                      | Рятувальний корабель для Скайлеб і запасний для ЕПАС                                 | Не літав                        | Не літав                        | Не літав                        | Не літав                        | Космічний центр Кеннеді, мис Канаверал (Флорида)                       |